# Pêcheurs de requins
Pour plus de détails, voir Fiche technique et Distribution.
Pêcheurs de requins (Tiburoneros) est un film mexicain réalisé par Luis Alcoriza en 1962 et sorti en 1963.
Le film a été classé 21e sur la liste des 100 meilleurs films mexicains de tous les temps, publiée en juillet 1994 dans le magazine Somos d'après l'opinion de 25 critiques et spécialistes du cinéma au Mexique.

## Synopsis
Aurelio, un homme blanc originaire de Mexico, partage la vie rude des Indiens de la côte de Tabasco. Il se consacre à la pêche au requin. Manela, une jeune métisse amoureuse de lui, devient sa maîtresse, à la suite d'un accord contracté par sa famille. Mais, Aurelio a également une épouse et quatre enfants établis dans la capitale. Pressé par sa famille, Aurelio vend son bateau et rentre à Mexico, avec comme perspective la codirection d'une entreprise de transport. Mais, cette nouvelle existence, confortable et conventionnelle, ne le satisfait point. Il renoue alors avec son métier de pêcheur et avec Manela.

## Fiche technique
- Titre du film : Pêcheurs de requins
- Titre original : Tiburoneros
- Réalisation et scénario : Luis Alcoriza
- Photographie : Raúl Martinez - Noir et blanc
- Musique : Sergio Guerrero
- Son : Abraham Cruz
- Montage : Carlos Savage
- Décors : Jesús Bracho
- Production : Antonio Matouk S.A.
- Pays d'origine :  Mexique
- Durée : 100 minutes
- Langue originale : Espagnol
- Date de sortie : 23 mai 1963 à Mexico

## Distribution
- Julio Aldama : Aurelio
- Dacia González : Manela
- Tito Junco : Don Raúl
- David del Carpio : Pigua
- Enrique Lucero (es) : Rubén
- Amanda del Llano : Adela
- Noé Murayama : Román
- Alfredo Varela : Chilo

## Récompenses et distinctions
- Festival international du film de Mar del Plata 1963 : meilleur scénario
- Festival de Saint-Sébastien 1963 : Mention spéciale du jury

## Commentaire
« Luis Alcoriza, fils d'Espagnols exilés au Mexique, est considéré comme le principal disciple de Luis Buñuel, avec qui il collabora sur de nombreux projets de sa période mexicaine. En tant que réalisateur, il réussit à capter l'essence du Mexique de son époque pour former sa célèbre trilogie : Tlayucan (1962), Tiburoneros (1963) et Tarahumara (1965), connus comme les "trois T". » « Il procède dans ces trois films à une véritable redécouverte de la réalité nationale, celle de la province, puis des pêcheurs, et enfin des Indiens, sans les artifices traditionnels ou l'idéalisation des Fernández et Figueroa. »
« La force de Tiburoneros, son originalité, c'est son refus de "fictionner" à tout prix », note Vincent Ostria. En effet, « le spectateur peut penser, dans la première partie du film, qu'il assiste à un documentaire, avec la description détaillée du métier de patron d'un chalutier dédié à la pêche au requin. L'habileté de Julio Aldama (Aurelio) à accomplir cette tâche renforce l'impression de vérité. Avant de filmer, Alcoriza avait visité la région et interviewé un grand nombre de pêcheurs - expérience qui, unie à sa sensibilité particulière, lui permit d'élaborer un scénario solide et juste. »
Au film d'aventures, le réalisateur a préféré, de surcroît, la perspective d'une histoire morale : le héros affronte un conflit intérieur et doit choisir entre deux types d'existence. Aurelio va, en définitive, refuser le monde urbain, « monde du faux et de la représentation. Notre héros, aux valeurs sans nuances (la domination de l'homme mâle sur l'univers) est effrayé par le mensonge, synonyme d'aliénation qu'il assimile dans le fond à la féminité. [...] Le filmage simple nous convainc aisément, par contraste, que l'éclat solaire de sa compagne (Manela) [...], l'amitié exclusive des camarades de pêche, l'âpreté de l'existence quotidienne sont sa seule réalité tangible. »
Pêcheurs de requins apparaît comme « un chant épique, celui d'un homme qui décide de vivre sans attaches. [...] Sans étalage de techniques et sans prétention formelle,  c'est un film émouvant, plein d'authenticité, considéré comme l'œuvre-phare de Luis Alcoriza. »